# .eh
.eh — в Інтернеті, національний домен верхнього рівня (ccTLD) для Західної Сахари.